# فرانشيسكو فيليلفو
فرانشيسكو فيليلفو (باللاتينية: Franciscus Philelphus؛ 25 يوليو 1398 - 31 يوليو 1481) كان إيطاليًا من دعاة النهضة الإنسانية ومؤلف الحوار الفلسفي حول المنفى.

## سيرته
ولد فيليلفو في تولنتينو في تخم أنكونة. ويُعتقد أنه ابن عم ثالث لليوناردو دا فنشي. وعند ولادته كان بتراركا وطلاب فلورنسا قد بدأوا بالفعل العمل على استعادة النصوص والثقافة الكلاسيكية. وأعادوا الحماسة للقديم واكتشفوا العديد من المؤلفين الرومان المهمين، وحرروا الدراسات اللاتينية إلى حد ما من قيود الفترات السابقة. وكان قدر فيليلفو أن يواصل عمله في مجال الأدب اللاتيني ليصبح عاملًا في حركة استعادة الثقافة اليونانية التي لم تكتمل بعد.

### في البندقية
أعد أولى دراساته في القواعد والبلاغة واللغة اللاتينية في جامعة بادوفا تحت إشراف المعلم الإنساني غاسبارينو بارزيزا. وخلال هذه الدراسات اكتسب فيليلفو شهرة كبيرة في التعلم، لدرجة أنه في عام 1417 حين كان في الثامنة عشرة من عمره جرت دعوته لتدريس الفصاحة والفلسفة الأخلاقية في البندقية. ووفقًا لعادات ذلك العصر في إيطاليا أصبح من واجبه شرح اللغة وتوضيح جمال المؤلفين اللاتينيين الرئيسيين، حيث يعتبر شيشرون وفيرجيل كبار أساتذة العلوم الأخلاقية والأسلوب الأنيق.
جرى قبوله في مجتمع الباحثين الأوائل وأهم النبلاء. وفي عام 1419 حصل على تعيين من الدولة، ومكنه ذلك من الإقامة ككاتب عدل ومستشار لكفالة البندقية في القسطنطينية. كما كان هذا التعيين شرفًا لفيليلفو كرجل يتمتع بالثقة والقدرة العامة، ومنحه الفرصة لاكتساب أكثر الملكات المرغوبة في ذلك الوقت، وهي معرفة الباحث باللغة اليونانية. ومباشرة بعد وصوله إلى القسطنطينية في نهاية عام 1420 جعل فيليلفو نفسه تحت إشراف جون كريسولوراس، الذي كان اسمه معروفًا بالفعل في إيطاليا عبر اسم عمه مانويل كريسولوراس، أول يوناني يتقن أدب أسلافه في فلورنسا.
تولى مهام مستشار بايلو بينيديتو إيمو (صيف 1421 حتى صيف 1423) مع البعثات الدبلوماسية. وفي أواخر عام 1421 رافق إيمو في بعثة دبلوماسية إلى السلطان العثماني مراد الثاني، والذي كان المرشح المدعوم من البندقية لخلافة السلطان الراحل محمد الأول. وفي المقابل أيد البيزنطيون ترشيح المدعي مصطفى. وهذا الوضع قد يكون صعبًا على تلميذ جون كريسولوراس. وأدى النصر النهائي لمراد الثاني إلى حصار القسطنطينية في ربيع عام 1422. وخلال الهجوم الكبير الذي وقع في 22 أغسطس عام 1422 أملى عليه أستاذه الذي كان يعاني من مرض عضال وصيته. ورشحه كمنفذ لهذه الوصية مع أرملة المتوفى مانفريدينا دوريا، وأصبح أيضًا مدرسًا لبنات كريسولوراس. وبعد انتهاء فترة عمله كمستشار في يوليو عام 1423 دخل في خدمة الإمبراطور يوحنا الثامن باليولوج الذي أرسله على الفور إلى سيغيسموند ملك المجر. وقبل رحيله تقرر زواجه بثيودورا ابنة جون كريسولوراس ومانفريدينا دوريا، وتم الزواج حين عودته من المجر بعد ستة عشر شهرًا من الغياب (نهاية أكتوبر 1424(. ومع مدرسه الجديد كريسوكوسيس اكتسب معرفة دقيقة باللغة اليونانية وجمع مجموعة كبيرة من المخطوطات اليونانية. وفي عام 1427 قبل دعوة من جمهورية البندقية، وأبحر إلى إيطاليا عازمًا على استئناف حياته المهنية كأستاذ. ومنذ ذلك الوقت وحتى تاريخ وفاته أصبحت سيرة فيليلفو عبارة عن سجل للمدن المختلفة التي حاضر فيها، والمعلمين الذين عمل تحت إشرافهم، والكتب التي ألفها، والمؤلفين الذين شرح مؤلفاتهم، والصداقات التي أقامها، والحروب التي خاضها ضد الباحثين المنافسين. وقد كان رجلًا يتمتع بطاقة بدنية هائلة، ونشاط عقلي لا ينضب، وعواطف انفعالية، وشهوات عنيفة؛ كان مغرورًا وهائجًا وجشعًا للذهب واللذة والشهرة؛ وكان غير قادر على البقاء هادئًا في مكان واحد، ويدخل مشاجرات دائمة مع أقرانه.

### في توسكانا
عندما وصل فيليلفو إلى البندقية مع عائلته عام 1427، وجد أن المدينة قد أفرغت تقريبًا بسبب الطاعون، لذلك انتقل إلى بولونيا. لكن المدينة كانت مضطربة للغاية من الخلافات السياسية بحيث لم تتمكن من الاهتمام به. لذا عبر فيليلفو جبال أبينيني واستقر في فلورنسا. وخلال الأسبوع كان يلقي محاضرات أمام جماهير كبيرة من الصغار والكبار حول المؤلفين اليونانيين واللاتينيين الرئيسيين، وفي أيام الأحد كان يشرح دانتي للناس في الدومو.
بالإضافة إلى مهام المنصب وجد وقتًا لترجمة أجزاء من كتب أرسطو، وبلوطرخس، وزينوفون، وليسياس من اليونانية. كما أنه لم يهتم بمطالبات المجتمع. في البداية يبدو أنه عاش مع علماء فلورنسا على وفاق إلى حد ما؛ لكنه كان متعجرفًا جدًا لدرجة أن أصدقاء كوزيمو دي ميديشي لم يتمكنوا من تحمله لفترة طويلة. وعندها صرح فيليلفو بعدائه لهم بوضوح. وحين نفى حزب ألبيتسي كوزيمو في عام 1433، حث سنيورية (حاكم) فلورنسا أن يحكم عليه بالإعدام. وعند عودة كوزيمو إلى فلورنسا لم يعد وجود فيليلفو في تلك المدينة قابلًا للاستمرار. وأكد أن سفاحًا تقاضى أجرًا من آل ميديشي قد حاول قتله؛ حينها قبل دعوة من ولاية سيينا. ومع ذلك في سيينا لم يكن مقدرًا له أن يبقى أكثر من أربع سنوات. وقد ذاعت شهرته كأستاذ جامعي في إيطاليا، وكان يتلقى كل يوم عروضًا مغرية من الأمراء والجمهوريات. والأكثر إغراءً هو ما قدمه له دوق ميلانو فيليبو ماريا فيسكونتي، فقرر قبوله؛ وفي عام 1440 استقبله سيده الجديد بشرف في العاصمة لومبارديا.

### في لومبارديا
توضح حياة فيليلفو في ميلانو بشكل غريب الأهمية المتنوعة لباحثي ذلك العصر في إيطاليا. وكان من واجبه أن يحتفل برعاته الأمراء في المديح والشعر الملحمي، وأن يسيء إلى أعدائهم بالتشهير والقدح، وأن يحييهم بقصائد مدح غنائية في أعياد ميلادهم، وينظم قصائد في موضوعاتهم المفضلة. وكتب لحاشيتهم قصائد زفاف وخطبًا جنائزية. وقد استقبل السفراء والزوار من الدول الأجنبية بالترحيب الخطابي الذي كان رائجًا في ذلك الوقت. وكان يدرس طلاب الجامعة ضمن محاضرات يومية، ويستعرض أثقل وأخف مؤلفي العصور القديمة، ويسكب فيضًا من المعرفة المتنوعة.
ولم يكتف فيليلفو بهذه المنافذ لطاقته العقلية، فواصل الترجمة من اليونانية، وخاض حربًا ورقية مع أعدائه في فلورنسا. وعلاوة على ذلك كتب منشورات سياسية عن الأحداث الكبرى في التاريخ الإيطالي. وعندما استولى الأتراك على القسطنطينية تمكن من تحرير والدة زوجته مانفريدينا دوريا عبر رسالة موجهة باسمه إلى السلطان. بالإضافة إلى راتب ثابت يبلغ نحو 700 فلورين ذهبي سنويًا كان يتلقى باستمرار مدفوعات خاصة مقابل الخطب والقصائد التي أنتجها؛ لذا لو كان رجلًا ذا عادات مقتصدة لكان قد جمع ثروة كبيرة. لكنه أنفق ماله بالسرعة التي حصل بها عليه، وعاش بأسلوب من الأبهة وتدليل النفس. ونتيجة لهذا الإسراف بقي دائمًا فقيرًا. وتزخر رسائله وقصائده بطلبات المال من الرعاة، بعضها كتب بلغة تملق، والبعض الآخر كان له مذاق اللصوصية الأدبية.
خلال السنة الثانية من إقامته في ميلانو فقد فيليلفو زوجته الأولى اليونانية ثيودورا. وسرعان ما تزوج مرة أخرى. وهذه المرة اختار سيدة شابة من عائلة لومباردية طيبة تدعى أورسينا أوسناغا. وحين ماتت تزوج للمرة الثالثة امرأة من مواليد لومبارديا اسمها لورا ماجوليني.
عند وفاة فيسكونتي عام 1447 غيّر فيليلفو ولاءه بعد تردد قصير إلى فرانشيسكو سفورزا زوج بيانكا والابن الوحيد لفيسكونتي، والذي أصبح دوق ميلانو عام 1450. ومن أجل كسب تأييد محدث العهد بدأ كتابة ملحمته سفورزياد، والتي كتب منها 12.800 سطرًا، لكنها لم تُنشر قط. وبعد بضع سنوات من وفاة فرانشيسكو وبيانكا (1466 و1468، على التوالي)، وجه فيليلفو أفكاره نحو روما. كان وقتها رجلًا عجوزًا في السابعة والسبعين من عمره يحظى بشرف صداقة الأمراء، ويُعرف بأنه أبرز الإنسانيين الإيطاليين، يتودد إليه الباباوات، ويُقلد إكليل الغار ووسام الفروسية من الملوك.